# Bohdan Stoupka
Bohdan Sylvestrovytch Stoupka (en ukrainien : Богдан Сильвестрович Ступка), né le 27 août à Koulykiv, et mort le 22 juillet 2012 à Kiev est un acteur soviétique puis ukrainien de théâtre et de cinéma.

## Biographie
En 1961-1978, Bohdan Stoupka se produit sur scène du Théâtre dramatique ukrainien Maria Zankovetska à Lviv.
Il étudie à l'Institut des arts théâtraux Karpenko-Kary et en sort diplômé en 1984.
Au cours de sa carrière, il a joué dans plus d'une centaine de films et une cinquantaine de pièces de théâtre. Il était le directeur artistique du Théâtre national Ivan Franko en 2001-2012. Artiste du peuple de l'URSS en 1991, lauréat du prix national Taras Chevtchenko en 1993, il est distingué Héros d'Ukraine en 2011.
Plusieurs trophées récompensant son talent lui ont été remis, parmi lesquels Nika du meilleur acteur, trois Aigles d'or, le Turandot de cristal, la médaille d'or de l'Académie ukrainienne des arts, Marc Aurèle d'or du Festival international du film de Rome (2008), ainsi que le prix du Meilleur rôle masculin du Festival du cinéma russe à Honfleur en 2004 pour Un chauffeur pour Véra de Pavel Tchoukhraï et Les Nôtres de Dmitri Meskhiev.
De décembre 1999 à mai 2001, il occupe le poste de ministre de la Culture et des Arts, dans le gouvernement de Viktor Iouchtchenko. 
En 2006-2010, il est directeur artistique du cours de théâtre à l'Université nationale Karpenko-Kary
En 2009, il présidait le Festival cinématographique international de Kiev. La même année il est nommé citoyen d'honneur de cette ville.
Il meurt le 22 juillet 2012 à Kiev et est enterré au cimetière Baïkov,. La même année, à titre posthume on lui attribue le prix Alexandre Dovjenko.

## Filmographie partielle
- 1971 : L'Oiseau blanc marqué de noir de Youriï Illienko
- 1982 : Les Cloches rouges 2 (Красные колокола. Фильм 2. Я видел рождение нового мира) de Sergueï Bondartchouk : Alexandre Kerenski
- 1987 : Daniel - Le prince de Galice de Jaroslav Lupiy
- 1999 : Par le fer et par le feu (Ogniem i Mieczem) de Jerzy Hoffman
- 1999 : Est-Ouest de Régis Wargnier
- 2001 : Une prière pour l'hetman Mazepa de Youri Illienko
- 2003 : Une vieille fable. Quand le soleil était un dieu de Jerzy Hoffman
- 2004 : Un chauffeur pour Véra (Водитель для Веры), de Pavel Tchoukhraï
- 2004 : Les Nôtres de Dmitri Meskhiev
- 2006 : Stealing Tarantino de Roman Kachanov
- 2007 : 1814 de Andres Puustusmaa
- 2007 : Deux en un de Kira Mouratova
- 2008 : Sappho de Robert Crombie
- 2008 : Alexandre. La bataille de la Néva d'Igor Kalenov
- 2009 : Tarass Boulba de Vladimir Bortko
- 2010 : Chantrapas d'Otar Iosseliani
- 2011 : The Rejection de Vladimir Lert

## Théâtre
- Bonheur volé de Ivan Franko, mise en scène Segueï Dantchenko (ru)[7]
- Oncle Vania d'Anton Tchekov, mise en scène Segueï Dantchenko (ru)

## Distinctions
- Prix d'État de l'URSS : 1980
- Artiste du peuple de l'URSS : 1991
- Prix national Taras Chevtchenko pour le spectacle Tévié le laitier de Sergueï Dantchenko (ru) d'après Cholem Aleikhem ; Pectoral de Kiev en 1993, 1994.
- Prix du meilleur rôle masculin du 1er Festival international Stojary pour le film Fuzhou de Mikhaïl Ilienko: 1995
- Ordre du Mérite de la république de Pologne : 2000
- Ordre de l'Amitié : 2001
- Turandot de cristal pour le rôle d'Afanasi Ivanovitch dans le spectacle Starosvetskaïa lioubov d'après les œuvres de Nicolas Gogol : 2001
- Prix du meilleur rôle masculin du Festival du film Listapad pour le rôle dans Les Nôtres : 2004
- Prix du meilleur rôle masculin du Festival international du film de Moscou 2004 pour le rôle dans Les Nôtres : 2004
- Nomination pour le Prix du cinéma européen du meilleur acteur pour le rôle dans Les Nôtres : 2004
- Aigle d'or du meilleur second rôle masculin pour le film Un chauffeur pour Véra : 2005
- prix du Meilleur rôle masculin du Festival du cinéma russe à Honfleur pour Un chauffeur pour Véra de Pavel Tchoukhraï : 2004
- Nika du meilleur rôle masculin pour Les Nôtres : 2005
- Médaille d'or de l'Académie ukrainienne des arts : 2006
- Prix du meilleur rôle masculin du Festival international du film de Rome pour Serce na dloni : 2008
- Aigle d'or du meilleur rôle masculin pour le film Tarass Boulba : 2010
- Héros d'Ukraine : 2011
- Ordre de l'Honneur : 2011
- Prix Alexandre-Dovjenko : 2012
- Aigle d'or du meilleur second rôle masculin pour le film Dom : 2012